# WTA Seattle
Das WTA Seattle (offiziell: Avon Championships of Seattle) ist ein ehemaliges Damen-Tennisturnier der WTA Tour, das in der Stadt Seattle, Vereinigte Staaten, ausgetragen wurde.

## Siegerliste

### Einzel
| Jahr | Siegerin            | Finalgegnerin       | Ergebnis      |
| ---- | ------------------- | ------------------- | ------------- |
| 1977 | Chris Evert         | Martina Navratilova | 6:2, 6:4      |
| 1978 | Martina Navratilova | Betty Stöve         | 6:1, 1:6, 6:1 |
| 1979 | Chris Evert         | Renée Richards      | 6:1, 3:6, 6:3 |
| 1980 | Tracy Austin        | Virginia Wade       | 6:2, 7:6      |
| 1981 | Sylvia Hanika       | Barbara Potter      | 6:2, 6:1      |
| 1982 | Martina Navratilova | Andrea Jaeger       | 6:2, 6:0      |

### Doppel
| Jahr | Siegerinnen                 | Finalgegnerinnen                   | Ergebnis      |
| ---- | --------------------------- | ---------------------------------- | ------------- |
| 1977 | Rosie Casals Chris Evert    | Françoise Dürr Martina Navratilova | 6:4, 3:6, 6:3 |
| 1978 | Kerry Reid Wendy Turnbull   | Patricia Bostrom Marita Redondo    | 6:2, 6:3      |
| 1979 | Françoise Dürr Betty Stöve  | Sue Barker Ann Kiyomura            | 7:6, 4:6, 6:4 |
| 1980 | Rosie Casals Wendy Turnbull | Greer Stevens Virginia Wade        | 6:4, 2:6, 7:5 |
| 1981 | Rosie Casals Wendy Turnbull | Sue Barker Ann Kiyomura            | 6:1, 6:4      |
| 1982 | Rosie Casals Wendy Turnbull | Kathy Jordan Anne Smith            | 7:5, 6:4      |